# Bleptina pallidipulla
Bleptina pallidipulla är en fjärilsart som beskrevs av Holloway 1976. Bleptina pallidipulla ingår i släktet Bleptina och familjen nattflyn. Inga underarter finns listade i Catalogue of Life.